# Justín Javorek
Justín Javorek (Voderady,14 de setembro de 1936 — 15 de setembro de 2021) foi um futebolista eslovaco, que atuava como goleiro.

## Carreira
Justín Javorek fez parte do elenco da Seleção Tchecoslovaca de Futebol que disputou a Eurocopa de 1960.

## Ligações Externas
- Perfil em FIFA.com (em inglês)